# 1518

## Esdeveniments
- Londres (Regne d'Anglaterra): signatura del Tractat de Londres de 1518 entre les principals nacions europees.
- Londres: primer privilegi en Anglaterra de drets d'autor, atorgat a Richard Pynson, impressor del Rei.

## Naixements
- final de setembre o començament d'octubre - Venècia: Tintoretto, pintor venecià renaixentista.
- Valladolid: Hernando de Acuña, poeta castellà (m. 1580).

## Necrològiques
- Bolonya: Francesco Griffo, tipògraf (n. 1450).